# Plano da eclíptica

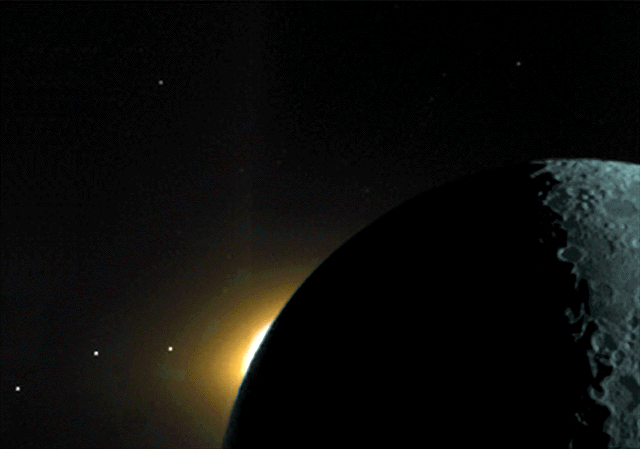
Ilustração do plano, tirada pela sonda espacial Clementine

O plano da eclíptica (também chamado de plano eclíptico) é o plano da órbita da Terra ao redor do Sol. É o plano de referência primária ao descrever a posição de um corpo no Sistema Solar, com a latitude celeste sendo medida em relação ao plano eclíptico. Durante um ano, o caminho aparente do Sol passa por este plano. Os corpos planetários do Sistema Solar tendem a ficar mais próximos deste plano, uma vez que eles foram formados a partir do giro solar, disco achatado, protoplanetário.
Era assim chamado porque um eclipse solar só poderia ocorrer quando a Lua, satélite natural da Terra, cruza este plano. Devido à precessão do eixo da Terra, o plano da eclíptica altera sua posição ao longo do tempo, e portanto deve ser especificada junto com uma época, que geralmente é definida como 1950.0 ou 2000.0.
O plano da eclíptica e o equador celeste se cruzam em planos imaginários, denominados de equinócios de primavera e outono. Em um ângulo de 23º 27' do equador celeste, enquanto que a órbita lunar é inclinada em aproximadamente cinco graus e nove minutos.
Pela definição, o plano da eclíptica e o plano de órbita da Terra são os mesmos, não sendo fixos ou constantes. A posição do plano da eclíptica em relação ao plano invariável é alterada por perturbações gravitacionais de outros planetas, mudando assim a eclíptica celeste e o polo eclíptico. A latitude estelar também muda, assim como o plano da eclíptica varia em graus. A posição das estrelas pode ser definida em relação à qualquer plano da eclíptica, ou em relação ao plano do equador da Terra.
A inclinação do eixo terrestre é relativamente constante ao plano invariável, ou seja, em relação ao espaço da inércia (a precessão não altera a inclinação), ele muda devido aos movimentos eclípticos de até três graus em relação ao plano invariável ao longo de dezenas de milhares de anos.[carece de fontes?]